# Назад у майбутнє (альбом)
«Назад у майбутнє» — п'ятий студійний альбом іспанського та російського хіп-хоп -виконавця kizaru, випущений 21 вересня 2018 року на лейблі Sony Music Entertainment . Єдиним гостем альбому став Смокі Мо з піснею «Не турбуй».      
25 вересня 2018 року вийшов відеокліп на пісню «Довгий шлях», у котрім Kizaru на тлі живописних пейзажів розповідають про пройденому ним шляху.

## Список композицій
| Назад в будущее | Назад в будущее                  | Назад в будущее     | Назад в будущее | Назад в будущее |
| #               | Назва                            | Автор               | Продюсер(и)     | Тривалість      |
| --------------- | -------------------------------- | ------------------- | --------------- | --------------- |
| 1.              | «Fishscale»                      | Chris Travis Kizaru | Chaz Guapo      | 2:45            |
| 2.              | «Невероятно»                     | Kizaru              | Yung Cortex     | 3:03            |
| 3.              | «Пакуем»                         | Kizaru              | Reality Beats   | 3:37            |
| 4.              | «Слишком реальный для этого»     | Kizaru              | Reality Beats   | 4:35            |
| 5.              | «Только взгляни»                 | Kizaru              | Reality Beats   | 3:55            |
| 6.              | «Не беспокой» (при уч. Смоки Мо) | Kizaru Смоки Мо     | Yung Cortex     | 2:50            |
| 7.              | «HF»                             | Kizaru              | Reality Beats   | 3:05            |
| 8.              | «Остаться настоящим»             | Kizaru              | Kid Hazel       | 3:20            |
| 9.              | «Ballin»                         | Kizaru              | Reality Beats   | 3:14            |
| 10.             | «Ребенок 90-х»                   | Kizaru              | BandPlay        | 2:57            |
| 11.             | «Долгий путь»                    | Kizaru              | Reality Beats   | 3:24            |
| 36:45           |                                  |                     |                 |                 |

## Чарти
| Чарти (2018)        | Найвища позиція |
| ------------------- | --------------- |
| Росія (iTunes)      | 1               |
| Росія (Apple Music) | 1               |
| GooglePlay          | 1               |